# Marcusenius ntemensis
Marcusenius ntemensis és una espècie de peix pertanyent a la família dels mormírids i a l'ordre dels osteoglossiformes.

## Etimologia
Marcusenius fa referència a l'alemany Johann Marcusen (el primer ictiòleg a estudiar els mormírids de forma sistemàtica), mentre que l'epítet ntemensis al·ludeix al riu Ntem.

## Descripció
Fa 25,5 cm de llargària màxima i és, en general, de color marró xocolata fosca i amb les aletes fosques. 64-66 escates a la línia lateral. 21-22 radis a l'aleta dorsal i 29-32 a l'anal. Cap allargat. Musell de forma cònica i allargat. Boca terminal i amb una mena de protuberància que s'estén molt més enllà de l'extrem de la mandíbula superior. Dents bicúspides (sis, algunes vegades cinc, al maxil·lar superior i vuit a l'inferior). Diàmetre de l'ull igual al 28-46% de la llargada del musell. Origen de l'aleta dorsal molt per darrere de l'anal (generalment, entre els radis catorzè i setzè). Aleta caudal petita i amb els lòbuls obtusos.

## Hàbitat i distribució geogràfica
És un peix d'aigua dolça, demersal i de clima tropical, el qual viu a Àfrica: el riu Ntem al seu pas pel sud del Camerun i el nord del Gabon, i el riu Ivindo al Gabon.

## Estat de conservació
Les poblacions del curs inferior del riu Ntem es troben amenaçades per la construcció d'un port fluvial, les extraccions mineres (ferro) i tota la infraestructura associada, mentre que les del curs inferior del riu Ivindo ho són per la mineria del ferro.

## Observacions
És inofensiu per als humans i el seu índex de vulnerabilitat és de baix a moderat (27 de 100).